# 7 днів, 7 ночей (фільм, 2024)
«7 днів, 7 ночей» (рос. 7 дней, 7 ночей) — російський фільм 2024 року режисера Айка Кбеяна.

## Сюжет
Молода родина Гурєєвих опиняється на межі розлучення. Подружжя — Сергій та Ольга — віддалилися одне від одного, а їхні діти — Антон і Настя — дуже хвилюються за батьків.
Щоб урятувати сім'ю, 8-річна Настя на подаровані їй гроші, за порадою і за допомогою сусіда-вірменина Вачика, купує для всієї родини путівку до Вірменії.
В аеропорту їх зустрічає брат-близнюк Вачика — історик-етнограф Оганес, який уже багато років працює над тим, щоб зареєструвати древній обряд вірменського весілля як елемент нематеріальної культурної спадщини ЮНЕСКО. Нарешті до Вірменії прибула делегація ЮНЕСКО, зібрані актори місцевого театру для інсценізації весільного обряду, який, за місцевими традиціями, триває 7 днів і 7 ночей. Але саме в цей момент Ованес потрапляє до лікарні.
Тепер уся надія на порятунок вірменської культури перед делегатами ЮНЕСКО — в руках родини Гурєєвих, і їм уже не до з'ясування стосунків. Замість відпочинку вони беруться за організацію весільної інсценізації, долаючи плутанину між делегацією ЮНЕСКО та акторами, а також заздрощі начальниці Сергія, яка прагне забрати його в Ольги. Завдяки порадам Ованеса, Насті вдається знову зблизити батьків, а Сергій усвідомлює справжню цінність сім'ї.

## У ролях
- Сергій Марін — Сергій Гурєєв, фотограф
- Зоя Бербер — Ольга Гурєєва, дружина Сергія, перекладач
- Єгор Ніколаєнко — Антон, син Ольги та Сергія
- Софія Петрова — Настя, дочка Ольги та Сергія
- Арман Навасардян — Вачик / Оганес
- Аліна Баркалова — Мікаелла, начальниця Сергія
- Юлія Шарова — Лізбет
- Армен Маргарян — Гарік
- Левон Арутюнян — Камо
- Олександр Бердников — Маркус

## Показ
Прем'єра фільму відбулася 16 травня 2024 року, того ж дня він вийшов у прокат. У російському кінопрокаті стрічка протрималася 5 тижнів, протягом перших двох тижнів потрапляючи в ТОП-10 прокату — на 4-й та 7-й позиціях. Загалом фільм подивилися 76 205 глядачів, а касові збори склали 22 361 560 рублів ($ 245 731).

## Критика
Не претендує на звання комедії року, але у фільмі є дотепні жарти та кумедні ситуації. Загалом, попри простоту й невибагливість, стрічка вийшла зворушливою та милою — такою, після перегляду якої хочеться обійняти рідних. А що ще потрібно від легкого фільму, який наближає літо й здатен зібрати перед екраном усю родину?— «Советская Чувашия»